# Wanzleben
Wanzleben è la frazione capoluogo della città tedesca di Wanzleben-Börde, nel land della Sassonia-Anhalt.

## Storia
Fino al 31 dicembre 2009 ha costituito un comune autonomo con status di città. Dopo tale data Wanzleben è stata unita alla città di Seehausen e ad altri comuni nella nuova città di Wanzleben-Börde.